# Parque nacional de Namtok Chat Trakan
El Parque nacional de Namtok Chat Trakan es un área protegida del norte de Tailandia, en la provincia de Phitsanulok. Tiene una extensión de 543 kilómetros cuadrados. Fue declarado parque nacional en 1987, como parque n.º 54 del país.
Abarca territorio de los distritos (Amphoe) de Chat Trakan y Nakhon Thai. La principal atracción del parque es la cascada de Chat Trakan, con siete niveles y una caída de 15 metros.